# Lion (canción de Megumi Nakajima)
«Lion» (ライオン?) es el segundo sencillo de la cantante y seiyū japonesa Megumi Nakajima, lanzado al mercado el día 20 de agosto del año 2008.

## Detalles
Este fue el segundo sencillo tanto de Megumi como artista, como de Ranka Lee en la serie Macross Frontier. Fue producido por Yōko Kanno al igual que todos los trabajos de la serie Macross Frontier.
Incluye dos canciones, Lion interpretada junto con May'n que fue la tercera canción de apertura de la serie (desde el capítulo 18 al 24) y la canción Northern Cross (interpretada solo por May'n), que fue la séptima canción de cierre en la serie y la segunda más predominante (utilizada en los capítulos 16, 17, 18, 22, 23 y 24).
Todas las canciones de este sencillo fueron incluidas en los O.S.T de Macross Frontier. 
Tanto Megumi, como May'n lanzaron su versión individual de la canción Lion en su primer álbum como solistas.
Lista de Canciones (VTCL-35033)

Toda la música compuesta por Yoko Kanno. 
| N.º   | Título                             | Letras                       | Vocalistas              | Duración |  |
| 1.    | «Lion (ライオン?)»                 | Gabriela Robin               | May'n & Megumi Nakajima | 5:06     |  |
| 2.    | «Northern Cross (ノーザンクロス?)» | Yūho Iwasato, Gabriela Robin | May'n                   | 5:18     |  |
| 3.    | «Lion (without vocal)»             |                              |                         | 5:06     |  |
| 4.    | «Northern Cross (without vocal)»   |                              |                         | 5:12     |  |
| 20:42 |                                    |                              |                         |          |  |

- Datos: Q5976835